# تالار سلام

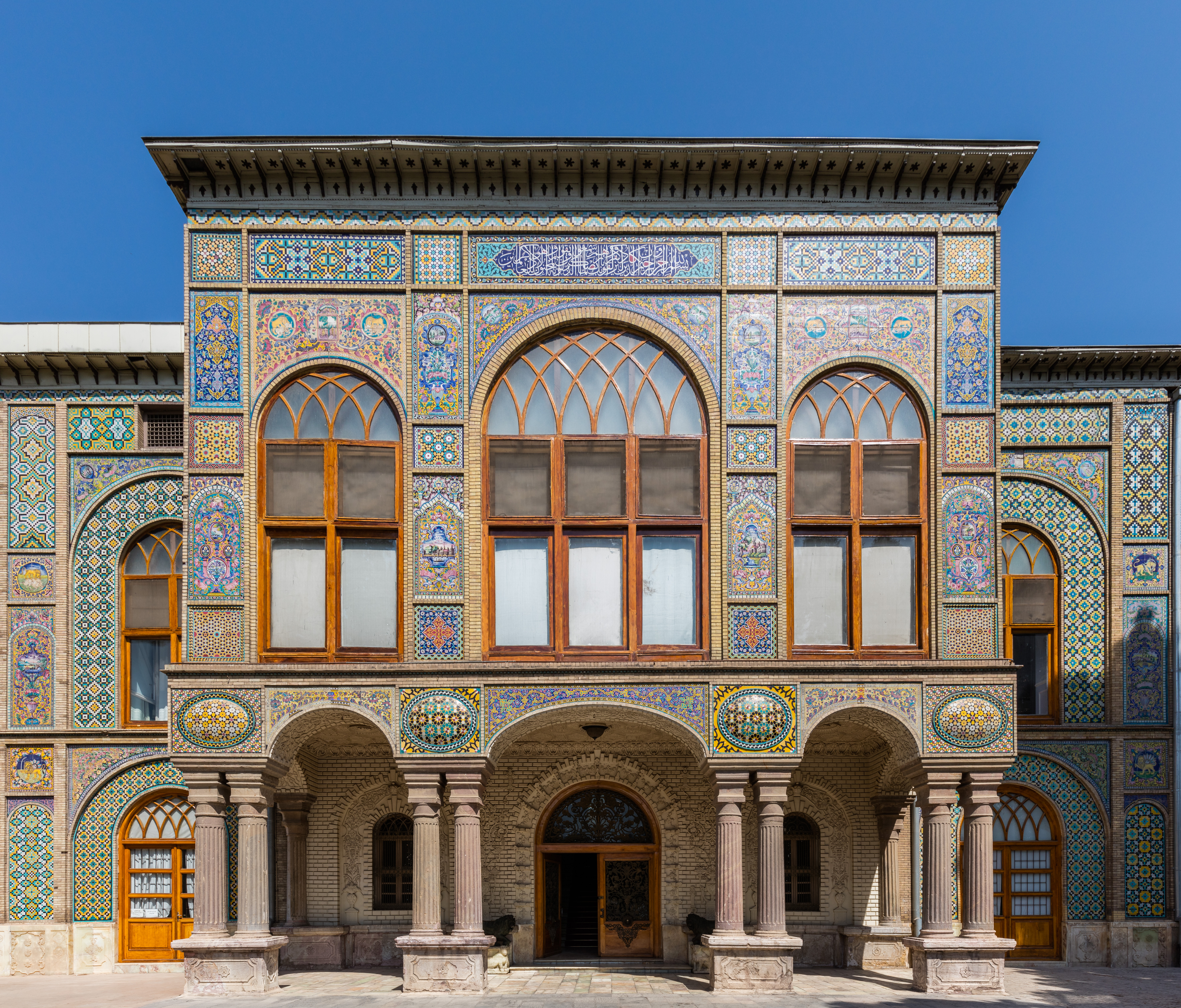
نمایی از ورودی ساختمان تالار سلام در کاخ گلستان، تهران

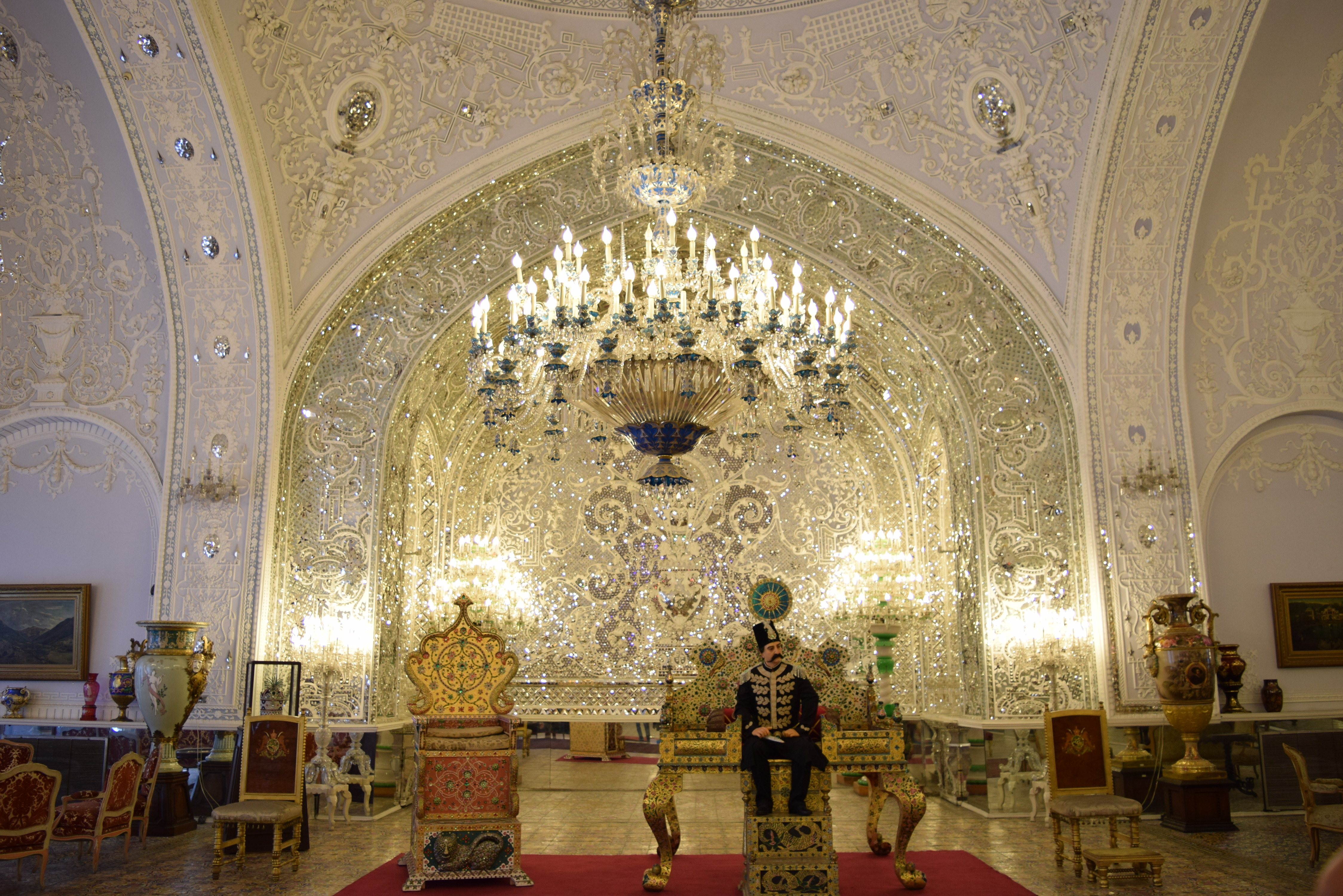
مدل مومی ناصر الدین شاه بر روی ماکت تخت طاووس (قاجاری) در تالار سلام

تالار سلام یا تالار موزه یکی از اتاق‌های کاخ گلستان است که در حال حاضر به صورت موزه مورد استفاده قرار می‌گیرد.
این تالار در دورهٔ سلطنت پهلوی برای تشریفات رسمی مورد استفاده قرار داشت و تاج‌گذاری محمدرضا پهلوی و  فرح پهلوی در آن صورت گرفت. معماری این تالار و تالار آینه و سرسراها و وابسته‌های آن توسط صنیع‌الملک (حاج ابوالحسن معمارباشی) صورت گرفته است.

## تاریخچه

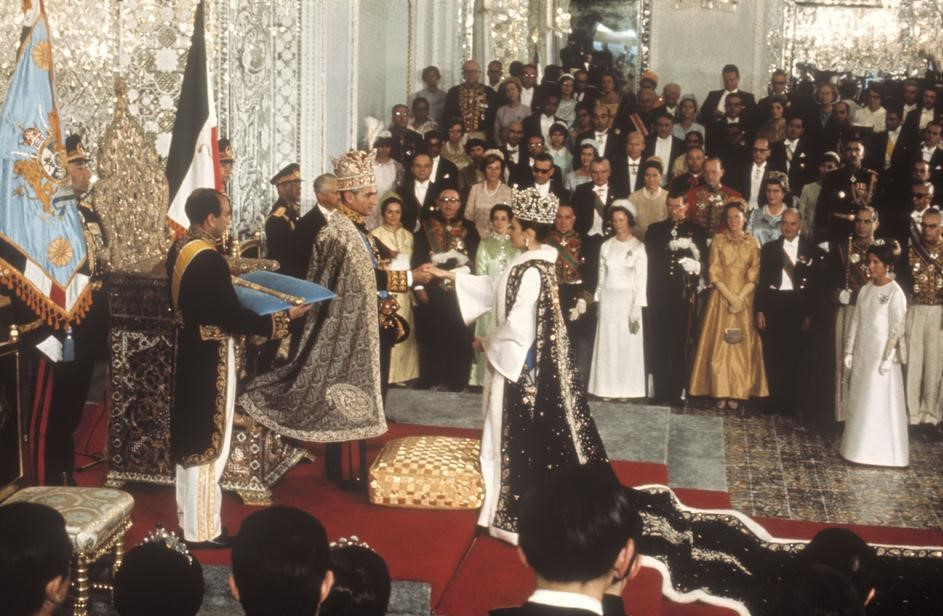
تاج‌گذاری محمدرضا شاه پهلوی در تالار سلام

ساخت اتاق موزه در سال ۱۲۵۳ شمسی آغاز شد بعد از ۲ سال به پایان رسید. به علت انتقال تخت طاووس (قاجاری) از اتاق آینه به این تالار و برگزاری مراسم‌های رسمی سلام، به مرور زمان تالار سلام نامیده شد.
در سال ۱۳۴۶ محمدرضا پهلوی برای اجرای مراسم تاجگذاری‌اش در تزئینات و چیدمان این تالار تغییرات بسیاری داد و بیشتر آینه‌کاری‌ها و گچ‌بری‌های این تالار متعلق به همان سال است.
در سال ۱۳۷۶ پس از مرمت این تالار به همراه دیگر تالارهای عمارت اصلی برای بازدید عموم بازگشایی شدند.

## خصوصیات
تالار سلام از سمت جنوب با ۹ پنجره به باغ گلستان مشرف است و با مساحتی حدود ۱۰۰۰ مترمربع به عنوان بزرگترین تالار مجموعه کاخ‌های گلستان شناخته می‌شود. بار سازه‌ای سقف این تالار را هشت ستون قطور در دو ردیف تحمل می‌کنند.

## آثار موجود در تالار
در این تالار، تابلوهای نفیسی از نقاشان ایرانی از جمله کمال الملک و همچنین برخی اشیاء نفیس به نمایش درآمده است. شاید مهم‌ترین چیزی که در این تالار قرار داشته تخت مشهور به تخت طاووس (قاجاری) و تاج کیانی بوده است که در سال ۱۳۶۰ به موزه جواهرات ملی واقع در خیابان فردوسی منتقل شدند و تنها بدل (ماکت) تخت طاووس (قاجاری) و تخت نادری در تالار موجود است.

## موزه مخصوص
موزه مخصوص در شمال کاخ گلستان و در طبقه زیرین تالار سلام واقع شده است که به دست محمد ابراهیم خان معمار باشی بنا شده است. در زمان شاهان قاجار این بخش محل انبار چینی آلات و نقره جات اهدایی از سوی اروپاییان به دربار قاجار بود. در دوره پهلوی دوم این مکان، موزه مخصوصی جهت نگهداری هدایای خصوصی سلاطین اروپایی به پادشاهان قاجار گردید.
از اشیایی که در این محل نگهداری می‌شود، می‌توان به زره شاه اسماعیل صفوی، تیر و کمان نادرشاه، ساعدبند و مهر فتحعلیشاه، تاج آغامحمدخان، دسته مهرهای شاهان قاجار، گوی غلتان عاج، تخم شتر مرغ و … نام برد.

## نگارخانه

نمای بیرونی ساختمان تالار سلام
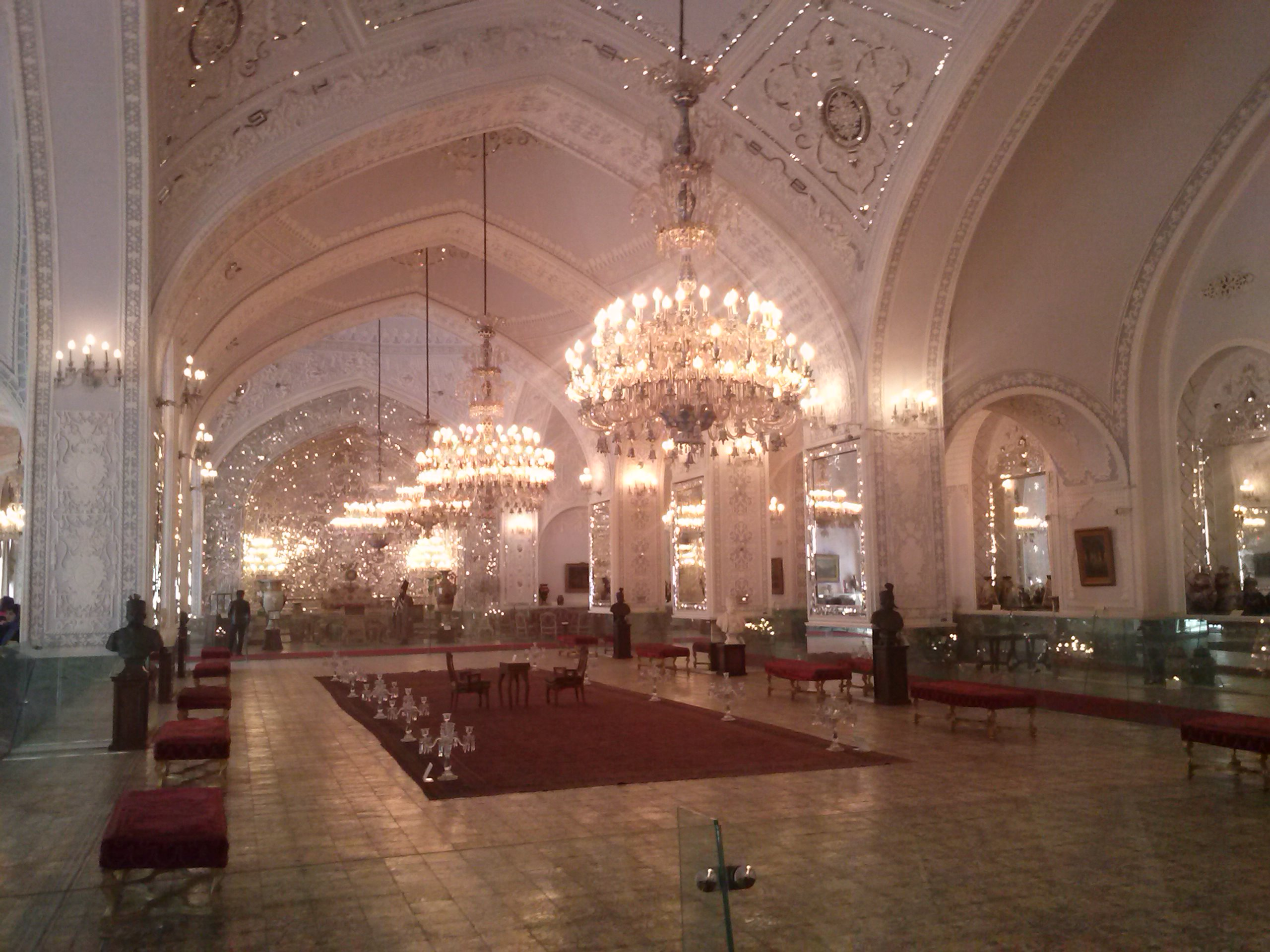
تالار سلام در سال ۲۰۱۳
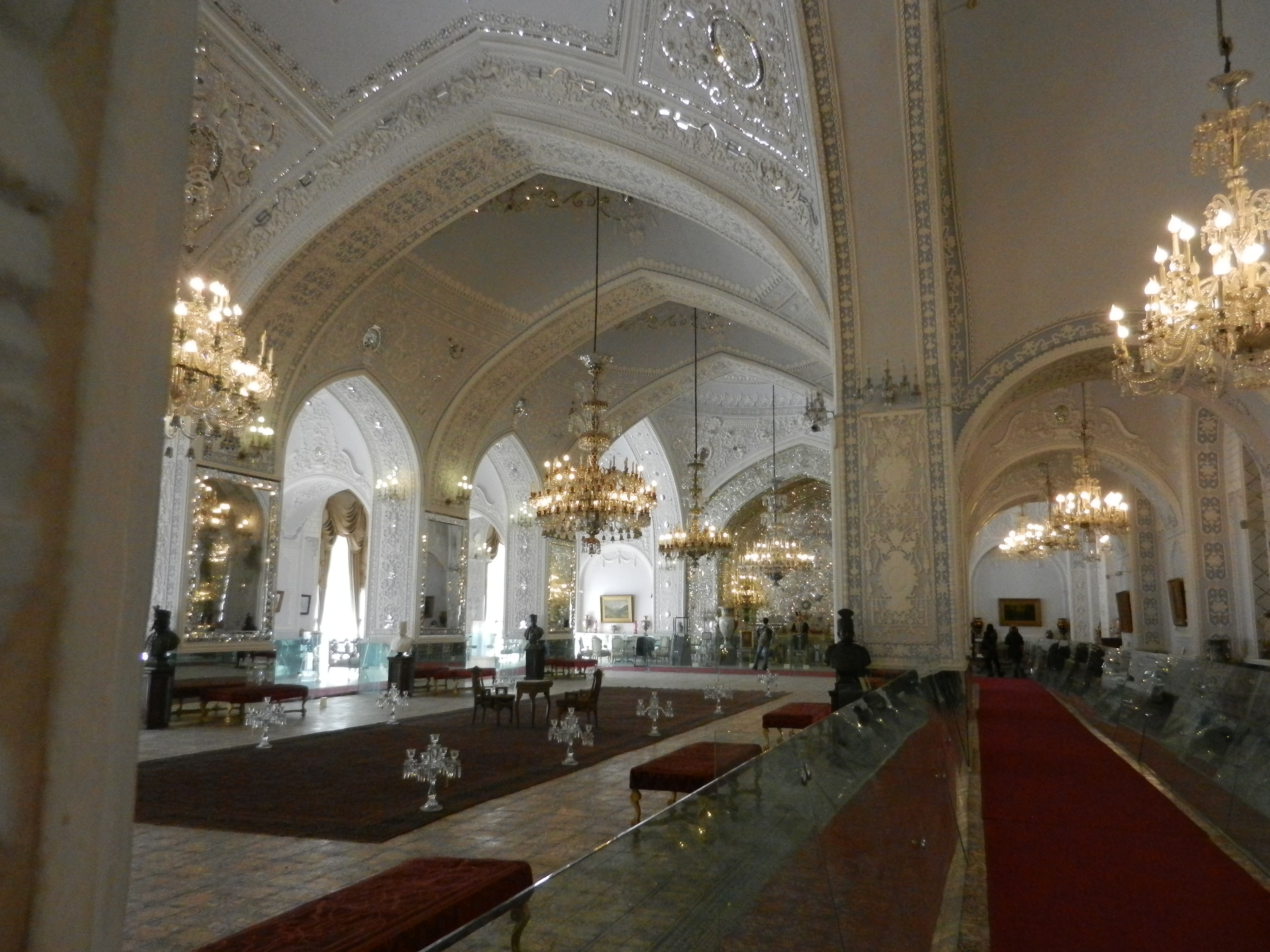
تالار سلام
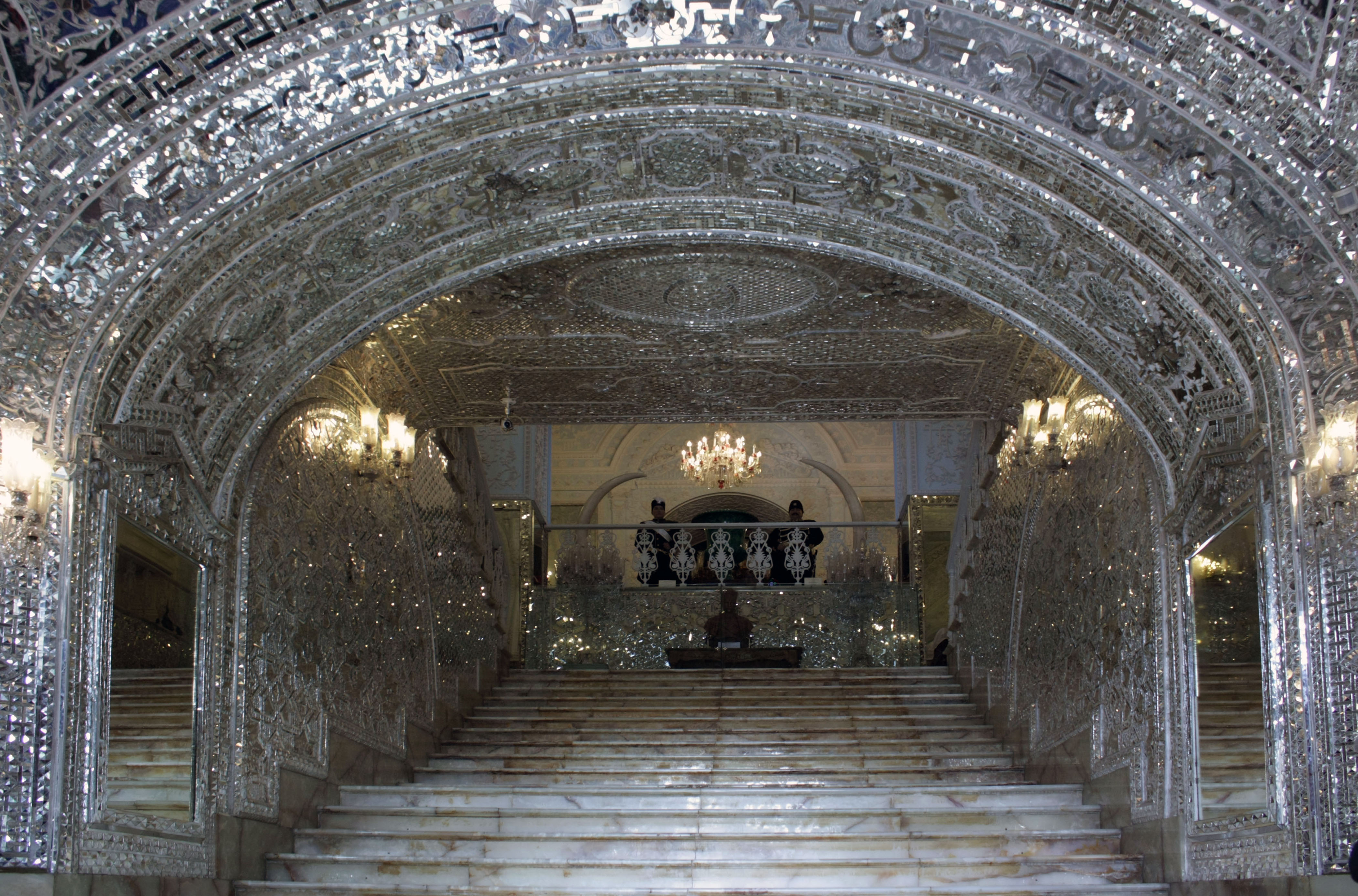
ورودی ساختمانی که تالارهای آیینه و سلام در آن اند
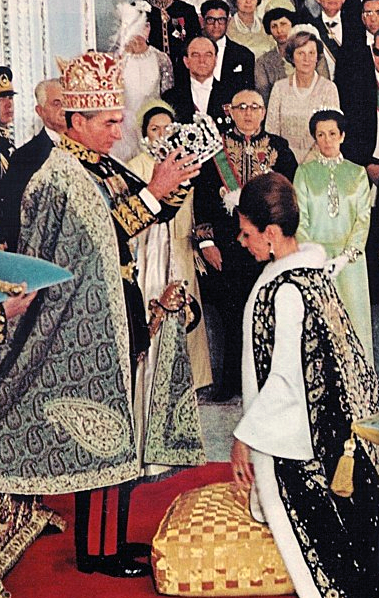
تاج‌گذاری محمدرضا پهلوی در تالار سلام
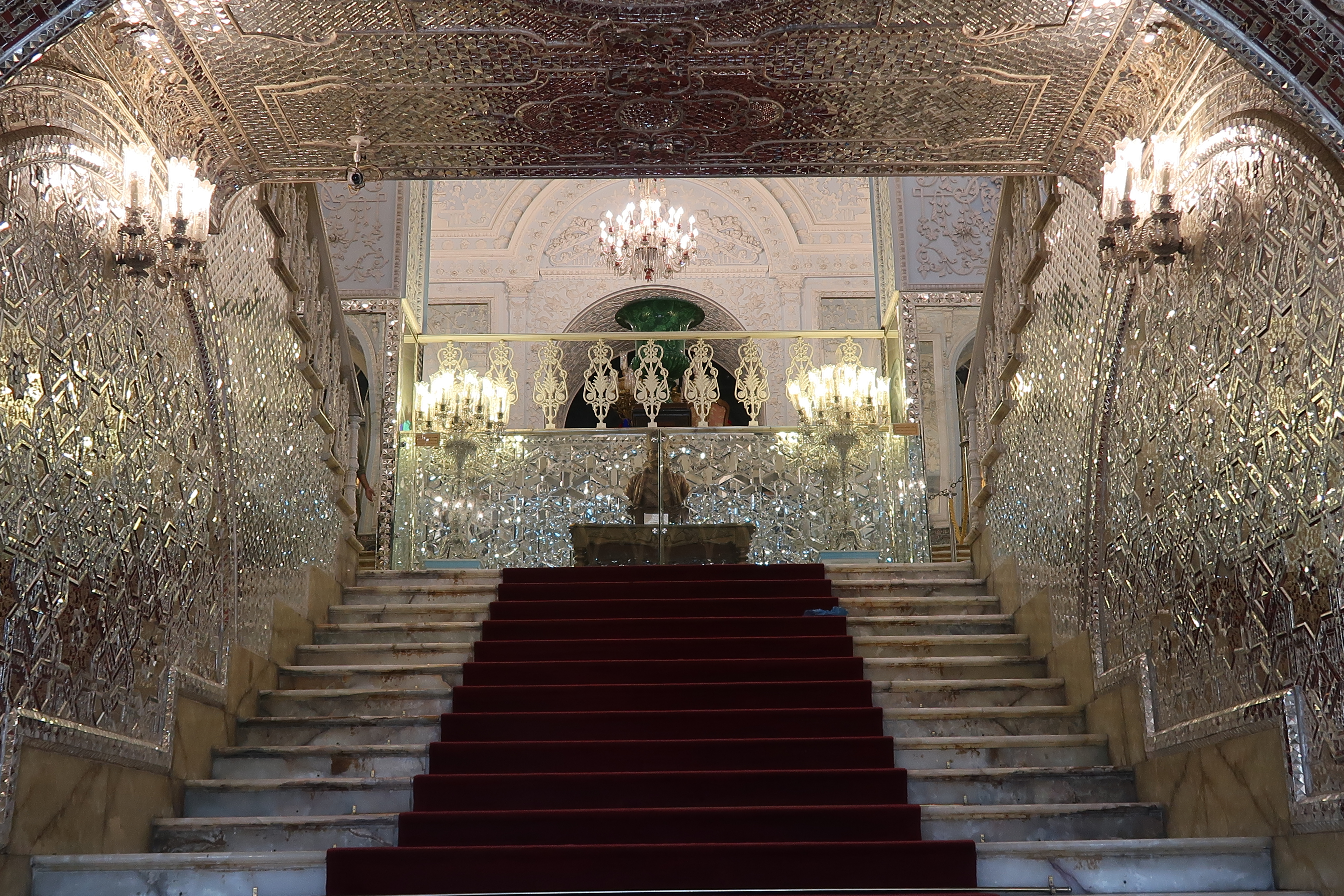
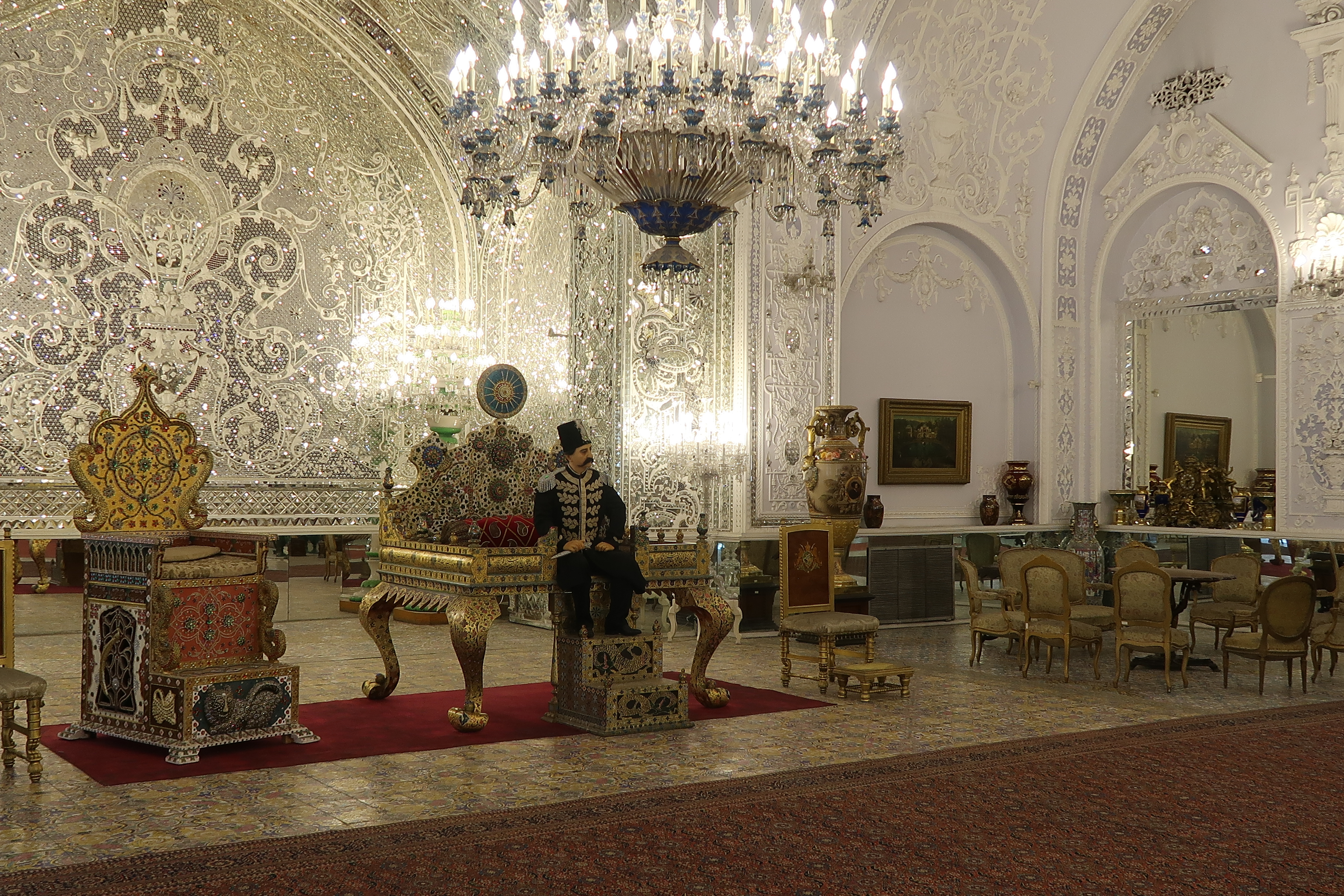
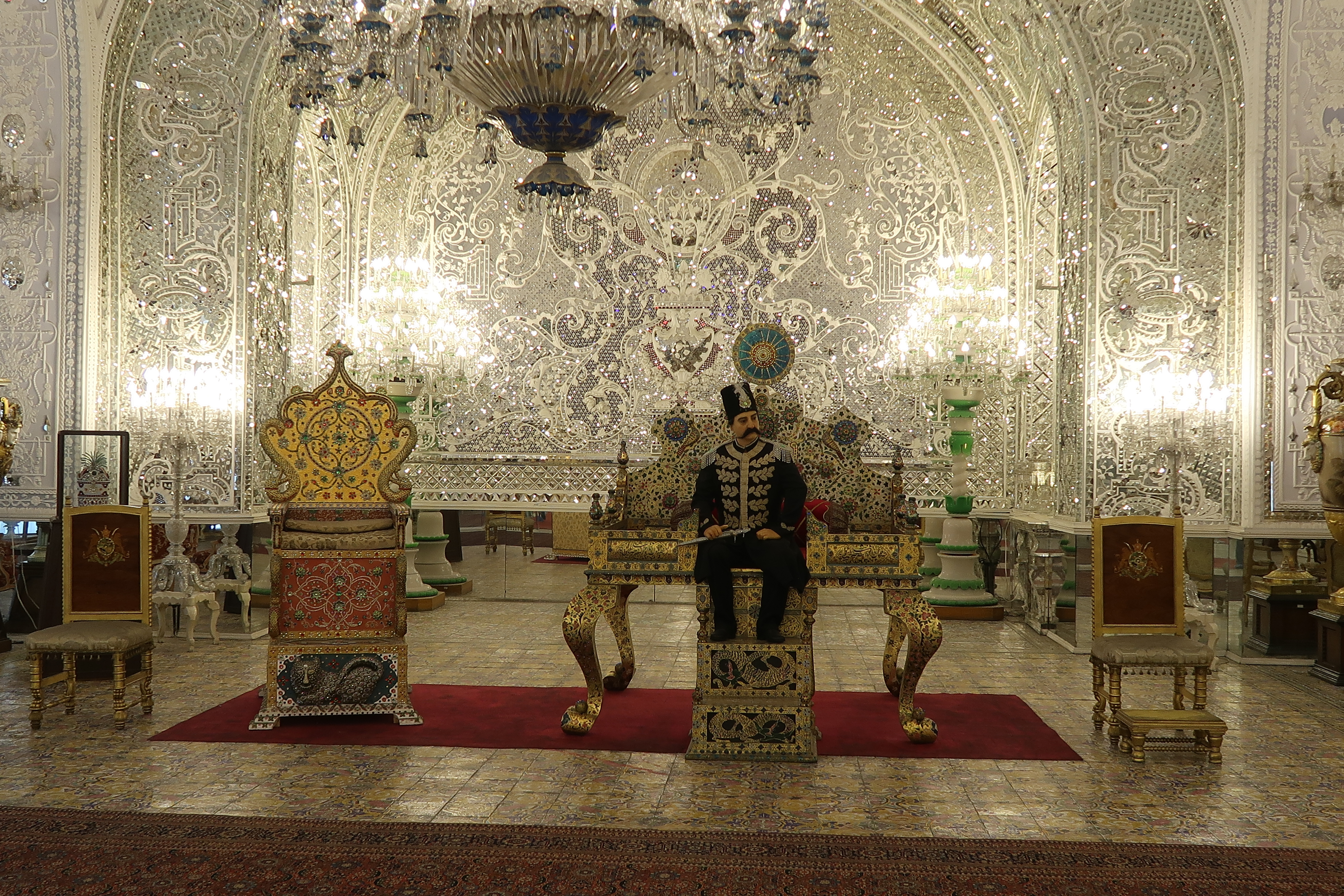
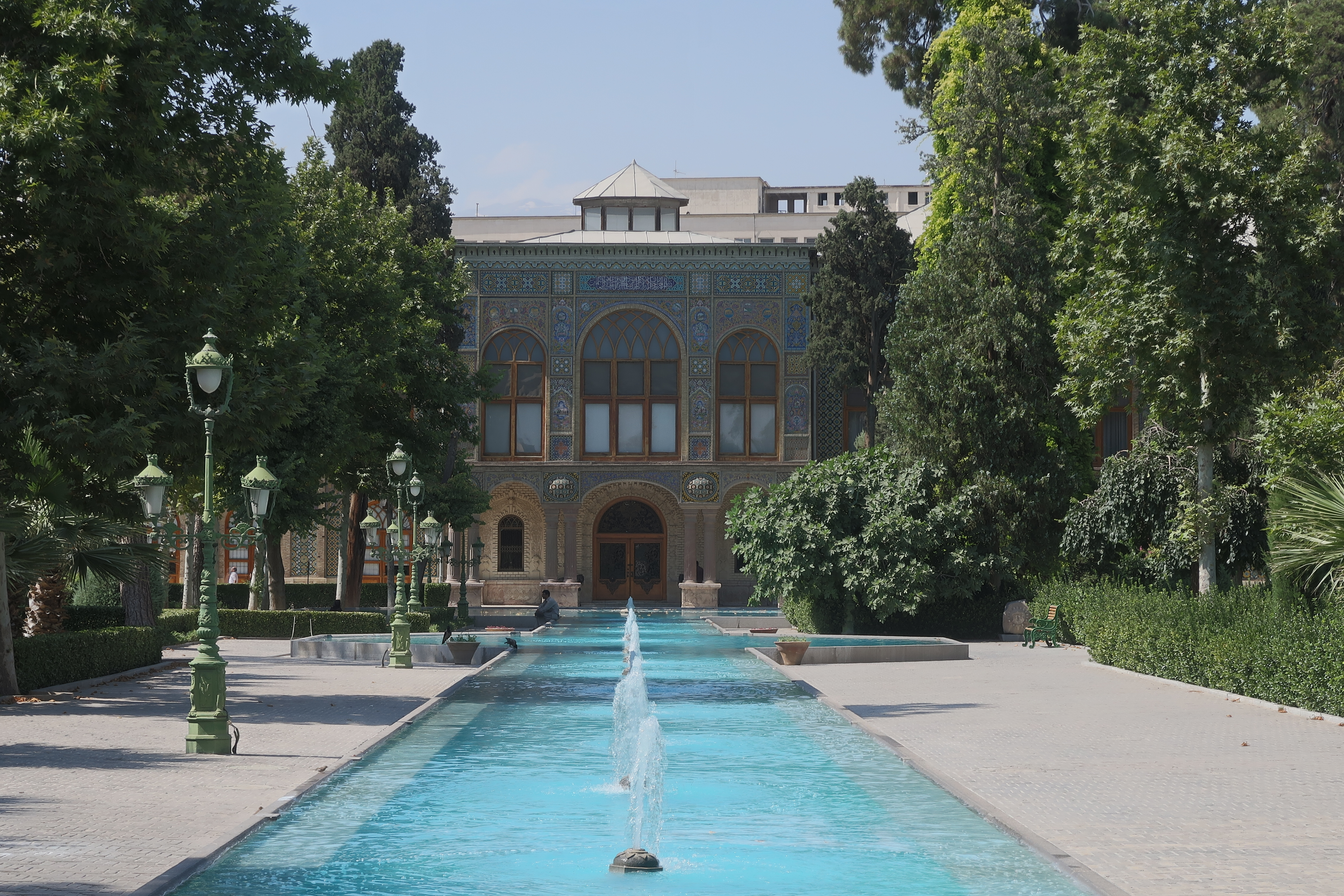